# Ebersteinska gymnasiet
Ebersteinska gymnasiet är Norrköpings äldsta gymnasium grundat 1857. Skolans nyrenoverade 1950-tals-funktionalistiska byggnader ligger vid Strömbacken och är uppförda 1957–1959 efter ritningar av arkitekterna Erik F. Dahl och Arne Strömdahl. 

## Historik
Grunden till Ebersteinska gymnasiet var Ebersteinska Söndags och Aftonskolan - som grundades 1825. År 1857 stiftades ”Norrköpings Tekniska Elementarskola". Skolverksamheten var delvis finansierad av brukspatronen Christian Ebersteins förmögenhet.
Eberstein var på sin tid en av Sveriges rikaste män och när han avled den 3 juni 1816 var hans önskan att en skola skulle upprättas i hans hemstad Norrköping. Ur denna önskan föddes Ebersteinska skolan och 1825 samt 1857 slogs alltså portarna upp.
År 2019 flyttade de yrkesförberedande programmen och till den nya skolan Bråvallagymnasiet.

## Utbildningar
Från att ursprungligen varit ett rent tekniskt gymnasium, har Ebersteinska gymnasiet idag inriktning mot högskoleförberedande utbildningar mot ekonomi, naturvetenskap, samhällsvetenskap, teknik samt vård och omsorg.
- Ekonomiprogrammet
- Naturvetenskapsprogrammet
- Samhällsvetenskapsprogrammet
- Teknikprogrammet
- Vård- och omsorgsprogrammet
- Försäljnings- och serviceprogrammet

## Elevföreningar
Ebersteinska gymnasiet är känt för dess elevföreningar med den anrika Kamratföreningen FINIS i spetsen. FINIS anordnar varje år ett flertal aktiviteter där den traditionella "frackveckan" är den mest kända. På skolan finns också Sveriges andra Elevkår, bildad 1931.
Några av skolans elevföreningar följer nedan:
- Elevkåren
- Elevrådet
- Idrottsföreningen
- Kamratföreningen FINIS